# Kardynałowie mianowani w latach 985–1049
Lista kardynałów mianowanych (względnie po raz pierwszy udokumentowanych) w okresie od pontyfikatu Jana XV (985–996) do wstąpienia na tron papieski Leona IX (1049). Z uwagi na skąpą bazę źródłową z pewnością nie obejmuje ona wszystkich żyjących w tym czasie kardynałów.
Lista jest ułożona chronologicznie według pontyfikatów, nie należy jej jednak odczytywać w ten sposób, że dany kardynał został mianowany przez danego papieża, a jedynie że za jego pontyfikatu po raz pierwszy pojawia się w źródłach.

## Pontyfikat Jana XV (985 – 996)
1. Stephanus – kardynał biskup Palestriny (24 kwietnia 988[1])
2. Gregorius[2] – kardynał biskup Porto (25 kwietnia 989[3] – 25 marca 994[4])
3. Crescentius[5] – kardynał biskup Silva Candida (3 lutego 993[6])
4. Bonizo – kardynał prezbiter S. Lorenzo in Lucina (3 lutego 993[6])
5. Benedictus – kardynał prezbiter S. Stefano in Montecelio (3 lutego 993[6])
6. Leo – kardynał prezbiter Ss. Nereo ed Achilleo (3 lutego 993[6])
7. Joannes – kardynał prezbiter S. Lorenzo in Damaso (3 lutego 993[6])
8. Leo – kardynał prezbiter S. Sisto (3 lutego 993[6])
9. Joannes – kardynał prezbiter Ss. Apostoli (3 lutego 993[6])
10. Joannes – kardynał prezbiter Ss. IV Coronati (3 lutego 993[6])
11. Joannes – kardynał prezbiter S. Clemente (3 lutego 993[6])
12. Crescentius – kardynał prezbiter S. Callisto (3 lutego 993[6])
13. Benedictus – kardynał diakon i archidiakon Świętego Kościoła Rzymskiego (3 lutego 993[6])
14. Joannes – kardynał diakon i oblacjonariusz Świętego Kościoła Rzymskiego (3 lutego 993[6])
15. Benedictus – kardynał diakon Świętego Kościoła Rzymskiego (3 lutego 993[6]), archidiakon Świętego Kościoła Rzymskiego (maj 998[7])
16. Joannes – kardynał diakon Świętego Kościoła Rzymskiego (3 lutego 993[6])
17. Johannes[8] – kardynał biskup Albano (31 października 994[9] – 26 grudnia 1000[10])

## Pontyfikat Grzegorza V (996 – 999)
1. Azzo[11] – kardynał biskup Ostii (27 maja 996[12])
2. Teobaldus[13] – kardynał biskup Velletri (27 maja 996[12] – 6 kwietnia 1027[14])
3. Petrus[15] – kardynał biskup Palestriny (27 maja 996[12] – 6 kwietnia 1027[14])
4. Amico – kardynał prezbiter (27 maja 996[12])
5. Abbo – kardynał diakon i archidiakon Świętego Kościoła Rzymskiego (27 maja 996[12])
6. Robertus[16] – kardynał diakon i oblacjonariusz Świętego Kościoła Rzymskiego (9 kwietnia 998[17] – 27 grudnia 1001[18])
7. Joannes Homo – kardynał diakon Świętego Kościoła Rzymskiego (maj 998[7]), następnie kardynał biskup Labico (3 stycznia 1015[19])
8. Benedictus – kardynał diakon Świętego Kościoła Rzymskiego (maj 998[7])
9. Joannes – kardynał diakon Świętego Kościoła Rzymskiego (maj 998[7])
10. Gregorius[20] – kardynał biskup Ostii (styczeń 999[21] – 28 listopada 1006[22])
11. Benedictus[23] – kardynał biskup Porto (styczeń 999[21] – 14 czerwca 1029[24])
12. Benedictus[25] – kardynał biskup Labico (styczeń 999[21])

## Pontyfikat Sylwestra II (999 – 1003)
1. Fridericus[26] – kardynał prezbiter (22 czerwca 1001[26] – sierpień 1001[27]), następnie arcybiskup Rawenny (22 listopada 1001[26] – zm. 1004[26])

## Pontyfikat Jana XVII (1003)
1. Fassanus – kardynał prezbiter S. Pietro in Vincoli (do 25 grudnia 1003[28]), papież Jan XVIII (25 grudnia 1003 – czerwiec 1009)

## Pontyfikat Jana XVIII (1003 – 1009)
1. Petrus[29] – kardynał biskup Albano (1004[30] – 31 lipca 1009), papież Sergiusz IV (31 lipca 1009 – 12 maja 1012)
2. Leo – kardynał biskup [Labico][31] (2 lutego 1004[32] – 4 marca 1004[33])
3. Azzo[34] – kardynał biskup Ostii (1009[35] – 1016[36])

## Pontyfikat Sergiusza IV (1009 – 1012)
1. Gregorius – kardynał prezbiter (30 marca 1010[37])
2. Joannes – kardynał diakon S. Eustachio (1 czerwca 1011[38])

## Pontyfikat Benedykta VIII (1012 – 1024)
1. Benedictus[39] – kardynał biskup Silva Candida (grudzień 1012[40] – 6 lipca 1013[41])
2. Gregorius[42] – kardynał biskup Silva Candida (3 stycznia 1015[19] – zm. 1024[43])
3. Tedaldus[44] – kardynał biskup Albano (3 stycznia 1015[19] – kwiecień 1044[45])
4. Joannes – kardynał prezbiter S. Susanna (3 stycznia 1015[19])
5. Stephanus – kardynał prezbiter S. Cecilia (3 stycznia 1015[19] – 17 grudnia 1026[46])
6. Petrus – kardynał prezbiter S. Sisto (3 stycznia 1015[19])
7. Joannes Tuidiscius – kardynał prezbiter S. Marcello (3 stycznia 1015[19] – 14 grudnia 1026[47])
8. Petrus – kardynał prezbiter S. Marco (3 stycznia 1015[19])
9. Petrus – kardynał prezbiter S. Lorenzo in Damaso (3 stycznia 1015[19] – 17 grudnia 1026[46])
10. Crescentius – kardynał prezbiter S. Stefano in Montecelio (3 stycznia 1015[19])
11. Sebastianus – kardynał prezbiter S. Clemente (3 stycznia 1015[19])
12. Benedictus[48] – kardynał diakon (3 stycznia 1015[19]), archidiakon Świętego Kościoła Rzymskiego (grudzień 1024[49] – kwiecień 1044[45])
13. Crescentius – kardynał diakon Świętego Kościoła Rzymskiego (3 stycznia 1015[19] – 17 grudnia 1026[46])
14. Joannes – kardynał diakon Świętego Kościoła Rzymskiego (3 stycznia 1015[19] – 17 grudnia 1026[46])
15. Crescentius – kardynał diakon Świętego Kościoła Rzymskiego (3 stycznia 1015[19] – 17 grudnia 1026[46])
16. Petrus – kardynał diakon Świętego Kościoła Rzymskiego (3 stycznia 1015[19] – wrzesień 1027[50])
17. Franco – kardynał diakon Świętego Kościoła Rzymskiego (3 stycznia 1015[19] – 17 grudnia 1026[46])
18. Benedictus – kardynał prezbiter Ss. Apostoli (4 grudnia 1015[51])
19. Abbo – kardynał diakon i archidiakon Świętego Kościoła Rzymskiego (4 grudnia 1015[51])
20. Petrus[52] – kardynał biskup Ostii (27 listopada 1021[53] – 2 listopada 1036[54])
21. Joannes OSB, opat S. Paolo fuori le mura – kardynał prezbiter (zm. 9 marca 1015/36[55])

## Pontyfikat Jana XIX (1024 – 1032)
1. Petrus[56] – kardynał biskup Silva Candida (1024[57] – listopad 1037[58])
2. Dominicus[59] – kardynał biskup Labico (grudzień 1024[49] – listopad 1036[60])
3. Joannes – kardynał prezbiter S. Marco (grudzień 1024[49] – 17 grudnia 1026[46])
4. Raynerius[61] – kardynał diakon S. Giorgio (grudzień 1024[49] – 17 grudnia 1026[46])
5. Gregorius – kardynał diakon S. Maria Nuova (12 lipca 1025[62])
6. Franco – kardynał prezbiter S. Sisto (14 grudnia 1026[63])
7. Gregorius[61] – kardynał diakon S. Lucia (14 grudnia 1026[63])
8. Joannes – kardynał prezbiter S. Callisto (17 grudnia 1026[46])
9. Rodulphus OSB, opat S. Lorenzo in Castello Aureo – kardynał prezbiter (17 grudnia 1026[46])
10. Joannes – kardynał prezbiter S. Crisogono (17 grudnia 1026[46])
11. Hugo[64] – kardynał diakon (17 grudnia 1026[46] – kwiecień 1044[45]), archidiakon Świętego Kościoła Rzymskiego (22 kwietnia 1049[65] – 2 maja 1050[66])
12. Johannes[67] – kardynał prezbiter i wicekanclerz Świętego Kościoła Rzymskiego (wrzesień 1027[50])
13. Johannes[68], biskup Toscanelli – kardynał biskup Porto (1029/1032[69] – 2 maja 1050[66])
14. Dodo – kardynał biskup [Palestriny?[70]] (13 lipca 1031[71])
15. Leo[72] – kardynał biskup Velletri (23 stycznia 1032[73] – 16 lutego 1038[74])

## Pontyfikat Benedykta IX (1032 – 1044/48)
1. Johannes[75] – kardynał biskup Palestriny (2 listopada 1036[54] – zm. 15 grudnia 1040[76])
2. Joannes[77] – kardynał prezbiter (2 listopada 1036[54])
3. Benedictus – kardynał prezbiter Ss. Martino e Silvestro (2 listopada 1036[54] – listopad 1037[58])
4. Crescentius – diakon Świętego Kościoła Rzymskiego (2 listopada 1036[54] – kwiecień 1044[45])
5. Petrus[78] – kardynał diakon Świętego Kościoła Rzymskiego (listopad 1036[60] – zm. w październiku 1050[79])
6. Leo – kardynał diakon Świętego Kościoła Rzymskiego (listopad 1036[60] – kwiecień 1044[45])
7. Benedictus[80] – kardynał biskup Ostii (kwiecień 1044[45])
8. Johannes Tusculanus[81], krewny Benedykta IX – kardynał biskup Labico (kwiecień 1044[45])
9. Crescentius[82] – kardynał biskup Silva Candida (kwiecień 1044[45] – 2 maja 1050[66])
10. Amatus[83] – kardynał biskup Velletri (kwiecień 1044[45])
11. Johannes[84] – kardynał biskup Palestriny (kwiecień 1044[45])
12. Joannes – kardynał prezbiter S. Cecilia (kwiecień 1044[45])
13. Joannes[85] – kardynał prezbiter Ss. Martino e Silvestro (kwiecień 1044[45])
14. Joannes[86] – kardynał prezbiter S. Lorenzo in Damaso (kwiecień 1044[45])
15. Ubertus[87] – kardynał prezbiter S. Anastasia (kwiecień 1044[45])
16. Martinus[88] – kardynał prezbiter S. Sabina (kwiecień 1044[45])
17. Benedictus – kardynał prezbiter S. Silvestro (kwiecień 1044[45])
18. Petrus[89] – kardynał prezbiter S. Crisogono (kwiecień 1044[45])
19. Romanus – kardynał diakon Świętego Kościoła Rzymskiego (kwiecień 1044[45])
20. Petrus Mancio[90] – kardynał diakon (kwiecień 1044[45]), archidiakon Świętego Kościoła Rzymskiego (13 kwietnia 1059[91] – maj 1059[92])